# Европейская часть Казахстана

Европейская часть Казахстана (выделена тёмно-зелёным)

Европейская часть Казахстана, или европейская территория Казахстана, или Европейский Казахстан (каз. Қазақстанның еуропалық бөлігі / Qazaqstannyñ europalyq bölıgı) — западная часть территории Казахстана, географически относящаяся к Европе.
В случае проведения границы между Европой и Азией по Уральским горам и реке Урал (Жайык) в состав европейской части Казахстана входят западные (правобережные) части Западно-Казахстанской и Атырауской областей (включая административные центры областей Уральск и Атырау) с суммарным населением чуть меньше 1 млн человек, что больше, чем население таких европейских государств как Исландия и Черногория. Однако граница может быть проведена также по восточной стороне Уральских гор и Мугоджар, реке Эмбе и северному берегу Каспийского моря.

## География

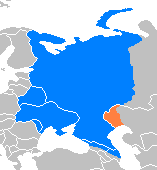
Европейская территория Казахстана (выделена оранжевым) на карте Восточной Европы

Площадь около 148 000 км², что ставит Казахстан на 14-е место по территории в Европе (по советской классификации 381 567 км² и 7-е место соответственно). Европейская часть Казахстана располагается в основном на Прикаспийской низменности и возвышенности Общий Сырт. С западной и северной стороны ограничена территорией Российской Федерации, с восточной стороны омывается рекой Урал, с юга омывается Каспийским морем и небольшой частью дельты Волги.

## Административные единицы в европейской части Казахстана
Казахстан — государство, расположенное в двух частях света, на границе Европы и Азии; бо́льшая часть страны находится в западной части Азии, а также в её центральной части, меньшая — в Восточной Европе. При этом имеются различные варианты проведения границы между Европой и Азией. 
Часто граница проводится по восточной подошве Уральских гор и Мугоджар, реке Эмбе и северному берегу Каспийского моря. 
Согласно другим источникам, граница может проходить по Уральским горам и реке Урал (Жайык). В этом случае в состав европейской части Казахстана полностью входят Бокейординский, Жангалинский, Жанибекский, Байтерекский, Казталовский, Таскалинский районы Западно-Казахстанской области, а также областной центр области — город Уральск. Акжаикский район входит своей правобережной частью. В Атырауской области полностью входят в состав европейской части Казахстана Исатайский и Курмангазинский районы, а также западная часть областного центра области города Атырау и правобережные части Индерского и Махамбетского районов.

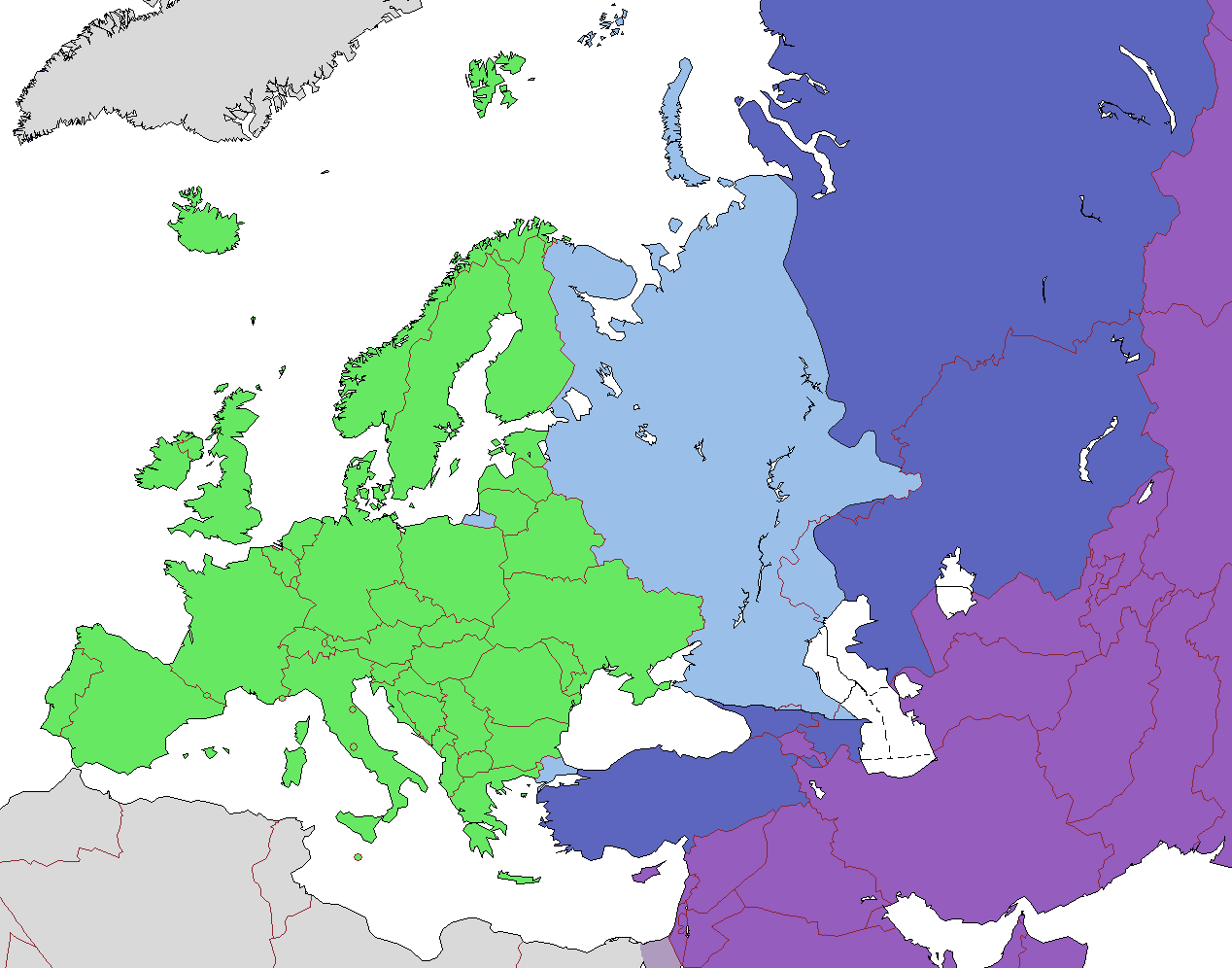
Вариант проведения границы по реке Урал
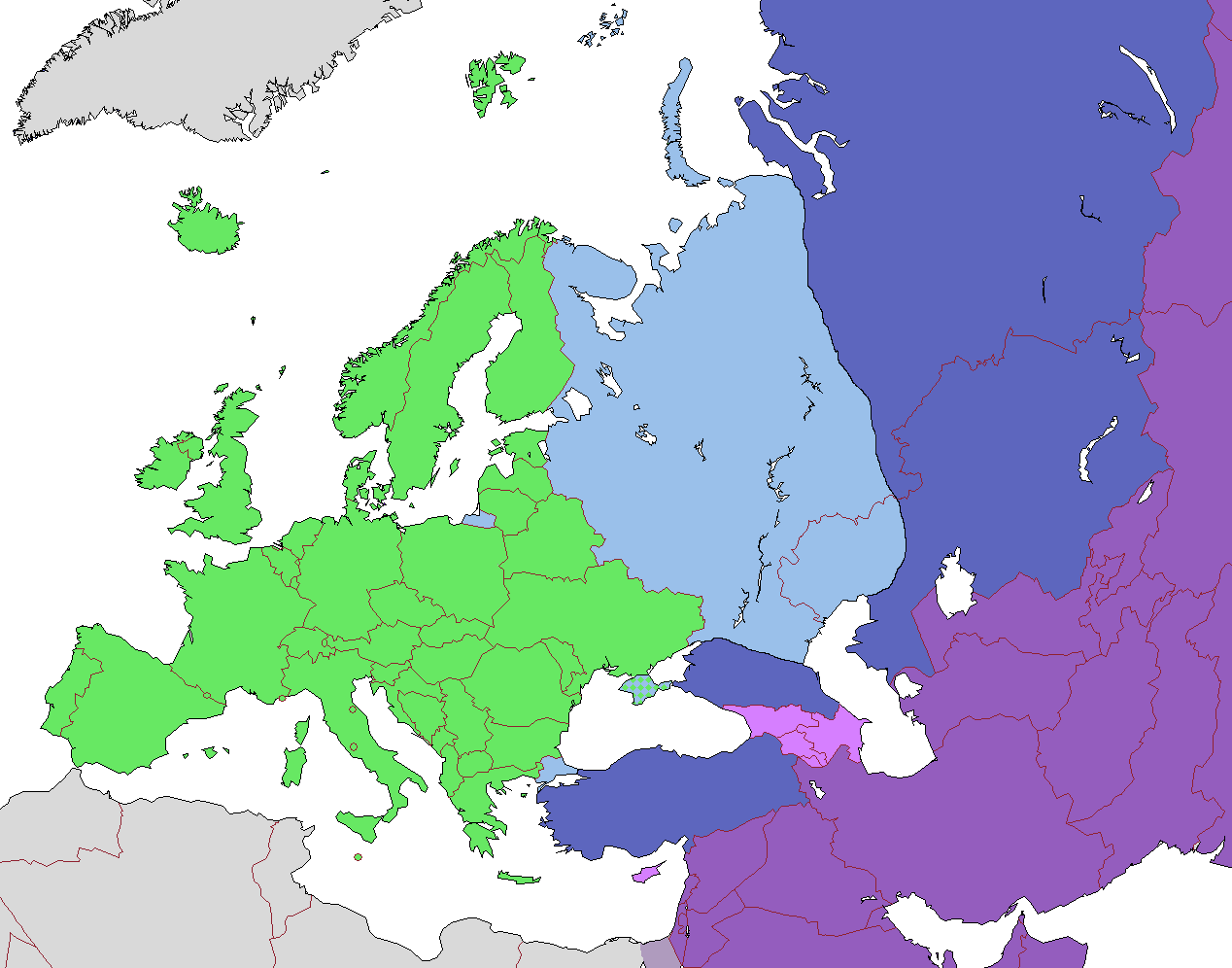
Вариант проведения границы по реке Эмбе

## Политические последствия
Европейский союз является крупнейшим экономическим партнёром Казахстана, на долю которого приходится примерно 30 % его общей торговли, и получает 41 % казахстанского экспорта. Казахстан также является крупным получателем прямых иностранных инвестиций из ЕС. 
Наличие европейской территории у Казахстана является веским доводом в пользу его европейского статуса с географической точки зрения и потенциального членства в Европейском Союзе. В 2009 году посол Казахстана в России Адильбек Джаксыбеков заявил: «Мы хотели бы в будущем присоединиться к Европейскому Союзу, но присоединиться не как Эстония и Латвия, а как равноправный партнёр». 
Двусторонние отношения с Европейским Союзом регулируются Соглашением о партнёрстве и сотрудничестве, заключённом в 1994 году. Расширение партнёрства и сотрудничества Казахстана с Европейским союзом и его государствами-членами было ратифицировано в парламенте страны в марте 2016 года. Казахстан также является частью Центральноазиатской программы ЕС для Нового партнёрства.
Сейчас Казахстан является наблюдателем в Совете Европы, полноправным членом Европейской комиссии за демократию через право (Венецианская комиссия), Европейского пространства высшего образования, Союза европейских футбольных ассоциаций (УЕФА) и др.  
Несмотря на это, Казахстан имеет менее тесные геополитические и экономические связи с Европой, в отличие от России, а также Турции, Кипра, Азербайджана, Армении и Грузии, являющихся членами Совета Европы и других многочисленных европейских организаций и институтов.